# Ernst Schur

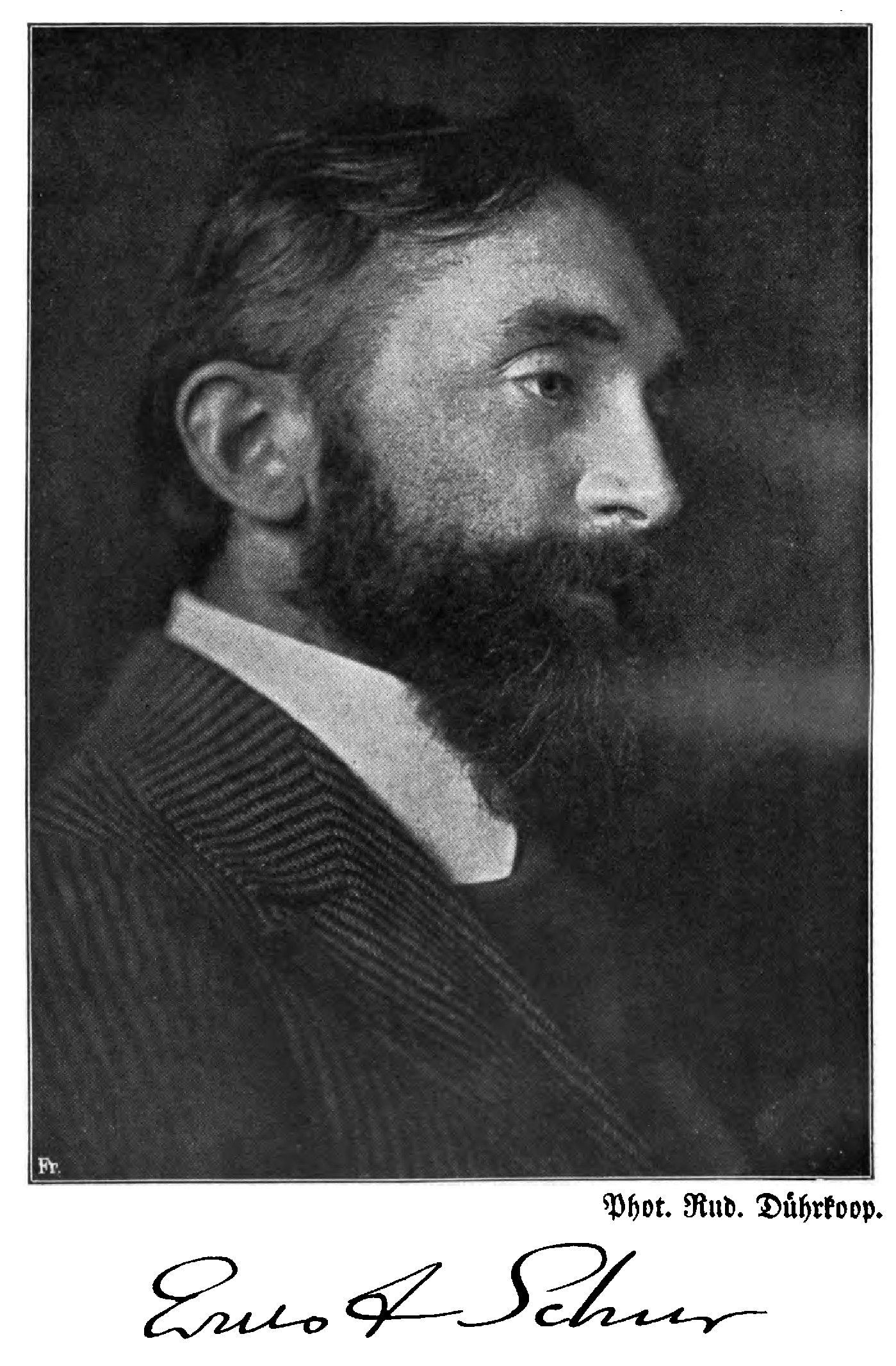
Ernst Schur

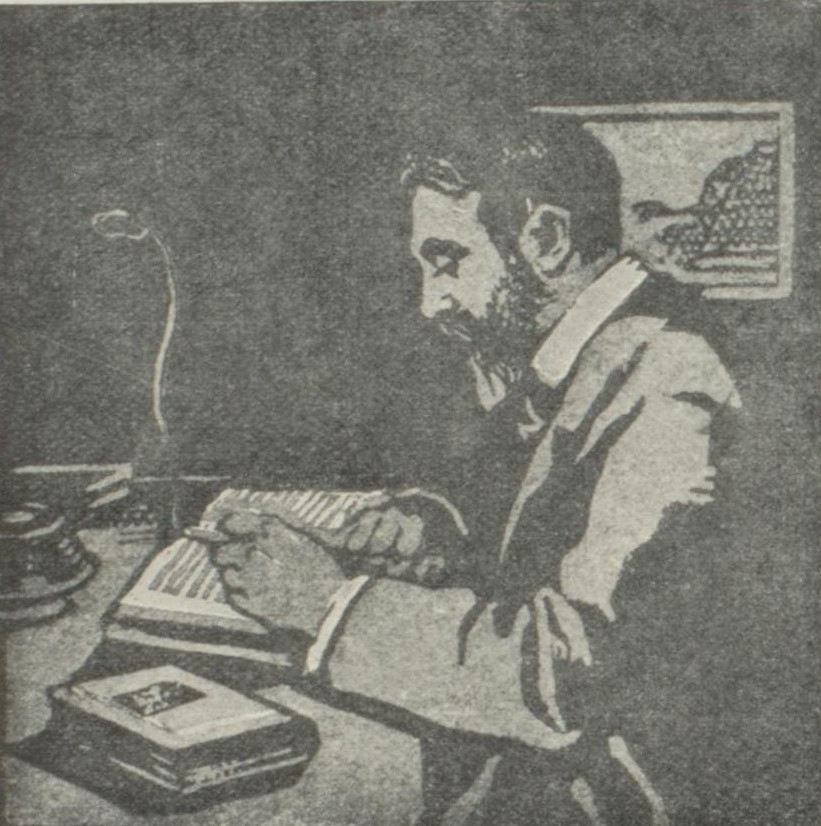
Ilse Schütze-Schur: Ernst Schur

Ernst Erich Walter Schur (* 24. November 1876 in Kiel; † 6. März 1912 in Groß-Lichterfelde, Berlin) war ein deutscher Lyriker, Kunstschriftsteller und Kritiker.

## Leben
Ernst Schur wurde als Sohn eines Beamten geboren. Bald nach der Geburt des Sohnes zog die Familie nach Berlin, wo der Vater als Rechnungsrat im Reichsmarineamt arbeitete. Er starb 1900.
Schur studierte in Freiburg und Berlin Jura, Sozial- und Naturwissenschaften, Kunstgeschichte und Literatur. Ende 1898 wurde er Referendar und arbeitete ein Jahr am Amtsgericht in Havelberg.
1897 erschien sein erster Gedichtband Seht es sind Schmerzen an denen wir leiden, der wegen typographischer Schnörkel viel verspottet wurde. Schur gehörte zu den damaligen „Interpunktionslyrikern“ und „Modernisten“ mit W. Herzog, Alfred Mombert, Max Dauthendey, Scheerbart, J. Hart, M. Bruns u. E. R. Weiß. Der Schriftsteller Börries Freiherr von Münchhausen erstattete wegen „Obszönitäten“ in den Texten dieses Bandes Anzeige. Schur musste 30,-- Mark Strafe zahlen, das Buch wurde eingezogen.
Schur quittierte den Staatsdienst und versuchte sein Glück als freier Schriftsteller in München. 1902 kehrte er über Bonn nach Berlin zurück. Er schrieb mit wachsendem Erfolg Gedichte. Als Novellist war er weniger erfolgreich, als Kunstschriftsteller wurde er aber be- und geachtet.
In Publikationen seiner Zeit veröffentlichte Schur ca. 250 Beiträge über Photographie, Kunstgewerbe, Malerei, Architektur, Ausstellungen, Bücher, Musik, Grafik, Tanz und Bühne außerdem Nachrufe und Porträts.
Seit 1905 war er verheiratet mit der Malerin, Grafikerin und Pädagogin Ilse Schütze (1868–1923), mit der er in den Jahren 1910–12 drei Bilderbücher publizierte. Von da ab war er bis zu seinem Tod wohnhaft in Groß-Lichterfelde bei Berlin.
Lebenslange Brief-Freundschaften bestanden zu Ida Dehmel und Melchior Lechter. Zu Richard Dehmels Bilderbuch Buntscheck (1904) lieferte Schur ein Gedicht Mutter, Fritz und Friedel, das Ernst Kreidolf illustrierte. Conrad Ansorge vertonte Gedichte von Schur, op. 22 Ich weiß nun, wie es war / Es ist ein stilles Singen (bei Simrock/Berlin 1907).
Schur wurde auf dem Parkfriedhof Lichterfelde beigesetzt.

## Werke
- Seht, es sind Schmerzen, an denen wir leiden, Gedichte, Berlin 1897
- Von dem Sinn und von der Schönheit der japanischen Kunst, Leipzig 1901
- Paraphrasen über das Werk Melchior Lechters, Leipzig 1901
- Grundzüge und Ideen zur Ausstattung des Buches, Leipzig 1901
- Dichtungen und Gesänge, Leipzig 1902
- Das Buch der dreizehn Erzählungen, Leipzig 1902
- Gedanken über Tolstoi, ein Fragment, Leipzig 1902
- Betrachtungen über die deutsche Kunst und Kultur der Gegenwart, 1. Band. Der Fall Meier-Gräfe, Groß-Lichterfelde 1905
- Die steinerne Stadt, Gedichte, Berlin 1905
- Heimat Gedicht, Berlin 1905
- Das Leben der Seele, Gedichte, Berlin 1906
- Weltstimme Dichtungen, München 1907
- Einsame Liebe, Erzählung, Berlin 1908
- Nach der Arbeit, Führer durch die Kunstgeschichte, Berlin 1909
- Der moderne Tanz, Berlin 1910
- Tiefurter Frühling, Gedichte, Berlin 1910
- Neuland, Ein Buch jüngstdeutscher Lyrik. Im Auftrag der Gesellschaft für Literatur & Kunst Neues Leben. Hg. Paul Friedrich mit einem Vorwort von Julius Hart. Darin 13 Gedichte von Ernst Schur, Berlin 1910
- Führer durch die National-Galerie, Berlin 1910
- Der Dichter und das Theater, Berlin 1910
- Kind und Kunst, Steglitz 1910
- Ein Festspielhaus für Berlin, Berlin 1911
- Kleistbrevier, Berlin 1911
- Heinrich von Kleist in seinen Briefen, Berlin 1911
- Meunier. Ein Problem der Kunst. Berlin 1911
- Alfred Rethel, Bielefeld/Leipzig 1911
- Die Einsamkeiten, Gedichte, Berlin 1912
- Das Kaiser Friedrich-Museum, Bielefeld/Leipzig 1912
- Rudolphe Töpffer, Berlin 1912
- Bühne und Kunst, Berlin 1912

Bilderbücher
- Richard Dehmel (Hrsg.): Der Buntscheck. Ein Sammelbuch herzhafter Kunst für Ohr und Auge deutscher Lieder. Köln 1904 (enthält u. a. Mutter, Fritz und Friedel in der Kinderstube. Illustrator: Ernst Kreidolf).
- mit Ilse Schütze-Schur: Hier und da und dort in Bild und Wort. Stuttgart 1911.
- mit Ilse Schütze-Schur: Vom Spielen und Lachen und was wir sonst noch machen. Stuttgart 1912.
- mit Ilse Schütze-Schur: Das lustige Jahr. Stuttgart 1910.

## Auszeichnungen
- Preis der Johannes Fastenraath-Stiftung (Köln)
- Silberner Preis bei der  Sonderausstellung Die Frau im Buchgewerbe und in der Graphik/Buchillustration